# Kurciîțea, Novohrad-Volînskîi
Kurciîțea (în ucraineană Курчиця) este localitatea de reședință a comunei Kurciîțea din raionul Novohrad-Volînskîi, regiunea Jîtomîr, Ucraina.

## Demografie
Componența lingvistică a localității Kurciîțea
     Ucraineană (98,92%)
     Alte limbi (0,9%)
Conform recensământului din 2001, majoritatea populației localității Kurciîțea era vorbitoare de ucraineană (98,92%), existând în minoritate și vorbitori de alte limbi.